# メトロ (小売業)
メトロ（ドイツ語: Metro AG）は、ドイツ連邦共和国ノルトライン＝ヴェストファーレン州デュッセルドルフに本部を置く、ドイツ最大、ヨーロッパ有数の規模を持つ小売企業グループ。フランクフルト証券取引所上場企業（FWB: B4B）。

## カウフホーフ
カウフホーフ (Kaufhof AG) は、メトロ傘下にあるドイツの大手百貨店・小売会社のグループ。1879年にレオンハルト・ティーツ (Leonhard Tietz) により創業された。本社はケルン。2015年10月ハドソン湾会社に買収され、2019年6月Signa Holdingが全株式購入。
百貨店「カウフホーフ」を経営するほか、子会社を持っており、小売業・レストランを展開している。

## メトロキャッシュアンドキャリー
メトロキャッシュアンドキャリー (Metro Cash & Carry) はレストラン・商店などの中小事業者を対象としたキャッシュ&キャリー（現金問屋）方式の会員制卸売チェーン。2019年現在、ドイツ・中華人民共和国など、世界25か国に約670店舗を展開している。従業員数は約100,000人（2019年現在）。

### 日本法人

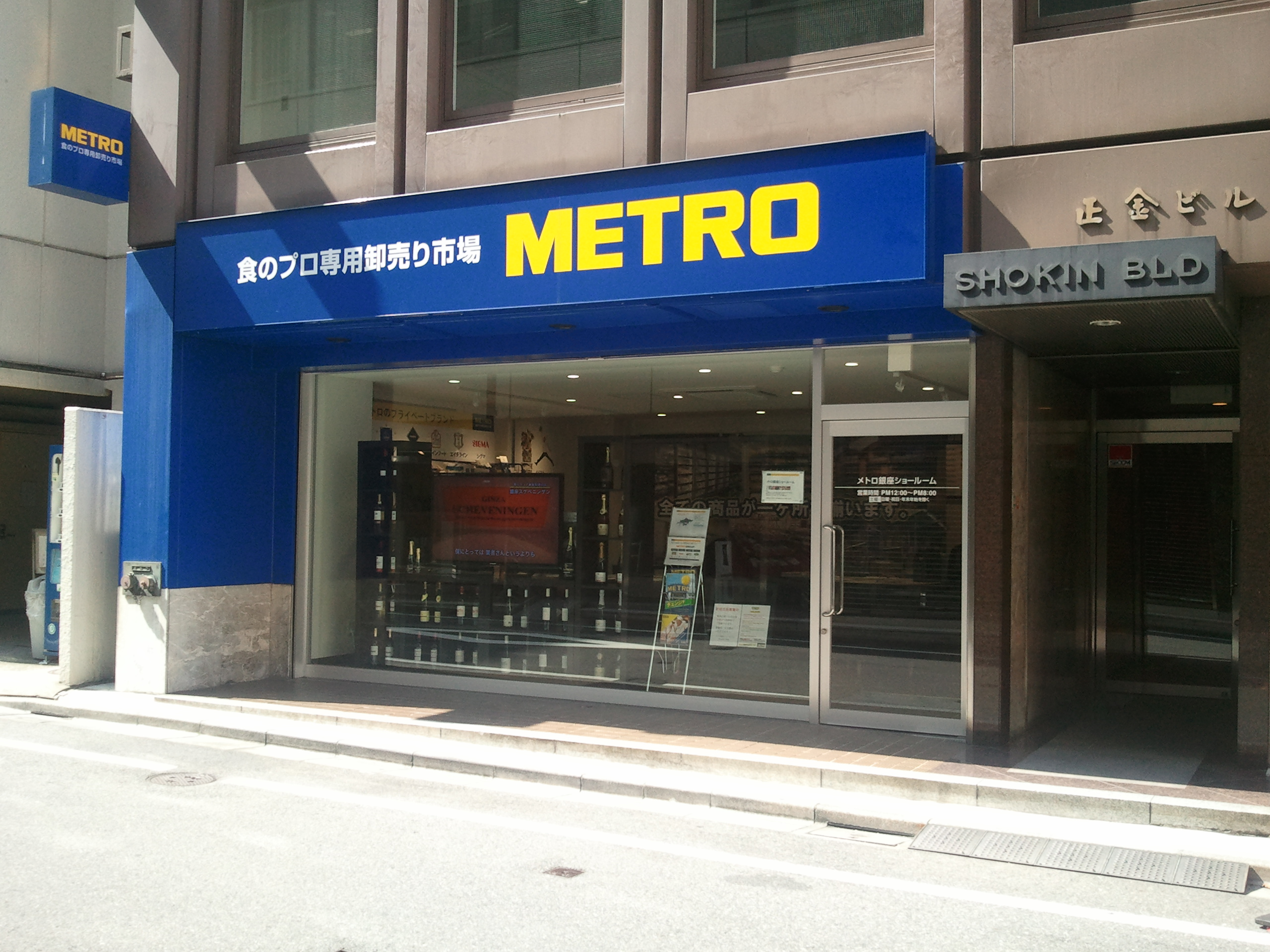
銀座ショールーム

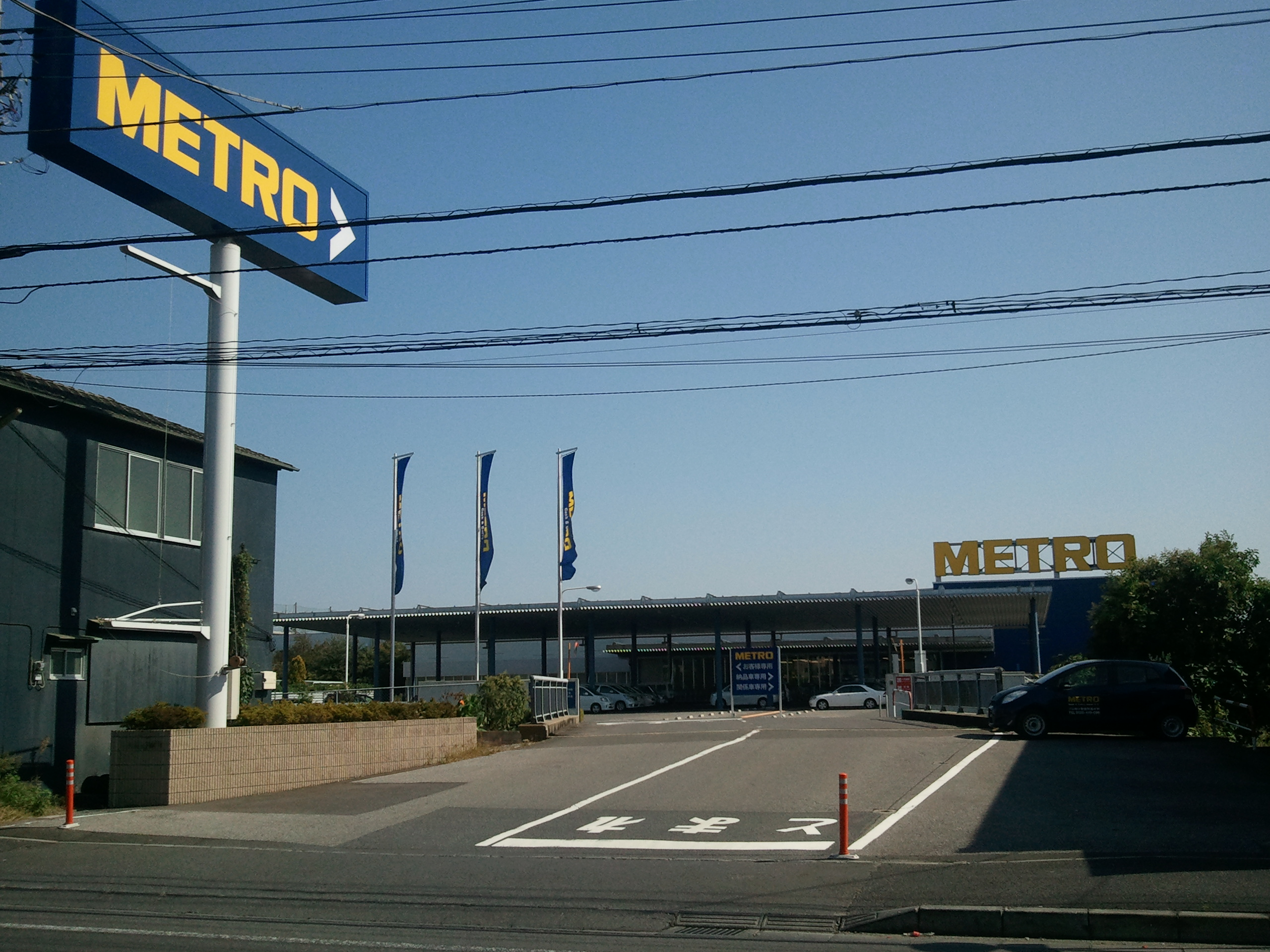
流山店

日本では、丸紅と提携し、共同出資の形で2000年（平成12年）11月27日にメトロキャッシュアンドキャリージャパン株式会社を設立。2009年に丸紅との合弁を解消。2018年4月時点で、首都圏に10店舗、店舗面積3,000平方メートルを展開していた。さらに2009年には、首都圏で10-15店体制を築くほか、関西地方進出も検討し、全国25店体制に拡大する計画が示されていたが、「日本の卸売市場は細分化され、競争も激しく、望ましい結果につながらなかった」として、2021年10月をもって国内全店舗を閉店し日本から撤退した。
企業間取引の卸売業であるため、日本では一般消費者は利用できず、大規模小売店舗立地法が適用されない「食のプロフェッショナル」を対象とした卸売営業となっていた。利用に際しては無料の会員登録が必要で、その際に食品小売業や飲食業・酒類販売業免許の営業許可証、法人の登記簿や確定申告書の提出を求めており、営業担当の社員が定期的に顧客を訪問して営業実態を確認するなど、厳密な運用が行われていた。
ただし立地場所の「地域貢献」として、事業者以外でも、自治会・PTAなどの地域団体の登録も受け付けていたが大規模小売店舗立地法の関係で、入店できる日数は制限されていた。2021年には、新型コロナウィルス感染拡大の影響で売上が激減したため、地域貢献会員（一般消費者）向けの「一般開放日」を設定し、近隣住民の利用も可能となっていた。ただし、利用には会員登録と身分証明書の提示が必須となっており、事業者向け会員とは違う区分であった。
早朝の6時から夕方19時までの営業、定休日は1月1日のみ、ワンストップで済む品揃え、経営相談サービスを行っているのも特徴であった。
店内では、営業時間中にもフォークリフトが稼働していたため、顧客の安全確保のために15歳未満の入店は禁止されていた。ただし、乳児を同伴する場合、やむを得ない場合は書面で申請のうえで認められていた。また、同伴者の入店は最大4人までとなっていた。
支払いは現金払いのほか、Visa・MasterCardブランドのみクレジットカードやデビットカードも利用が可能であった。

#### 店舗
メトロ
- 銀座ショールーム（東京都中央区）- 2011年9月開店

メトロキャッシュアンドキャリー
- 千葉店（千葉県千葉市美浜区）- 2002年12月開店
- 川口安行店（埼玉県川口市）- 2003年2月開店
- 多摩境店（東京都町田市）- 2006年5月開店
- 宇都宮店（栃木県宇都宮市）- 2008年11月開店
- 流山店（千葉県流山市）- 2009年9月開店
- 横浜いずみ店（神奈川県横浜市泉区）- 2009年10月開店
- 高崎店（群馬県高崎市）- 2010年9月開店
- 辰巳店（東京都江東区）- 2010年11月開店
- 市川店（千葉県市川市）- 2010年12月開店
- 蒲田店（東京都大田区）- 2017年3月30日開店

メトロドライブ
商品の陳列販売は行わず、注文商品の受け取りのみを取り扱う。実験店舗として展開し、閉店後は千葉店に統合。
- 木更津（千葉県木更津市）- 2011年5月開店、2012年5月閉店
- 九十九里（千葉県長生郡長生村）- 2011年5月開店、2012年5月閉店